# 三重野研一
三重野 研一（みえの けんいち、1957年 - ）は、日本の経営コンサルタント、著作家、学習塾講師、翻訳家。

## 来歴
大分県生まれ。福岡市の予備校・水城学園を経て、1982年、駒澤大学文学部卒業。1987年、駒澤大学大学院人文科学研究科博士課程（英米文学）修了。中堅ソフトウェア会社勤務。
1991年、東証1部上場大手ソフトウェア企業に勤務し、世界4大会計事務所系コンサルティング会社日本法人へ出向。
2000年、中堅監査法人系コンサルティング会社勤務。2003年より株式会社IPOサポートに所属。経営改善・経営管理の最適化、内部監査、企業組織再編、企業グループ経営、株式上場・情報システムの整備、リスクマネジメント、コンプライアンスなど関するコンサルタントを務める。
著書に『1冊で実務に役立つ内部統制整備ハンドブック』ほか、20冊以上の共著作がある。
訳書に『戦略的情報システムの構築法』など。

## 著書
- 『1冊で実務に役立つ内部統制整備ハンドブック』ソシム、2008年9月[3]。ISBN 978-4-88337-613-1
- 『会計制度の改訂と国際会計基準 フルカラー解説』吉川秀嗣 共著、エクスメディア（超図解ビジネス 会計シリーズ）、2001年3月。ISBN 4-87283-187-X
- 『連結会計実務入門 フルカラー解説』吉川秀嗣 共著、エクスメディア（超図解ビジネス 会計シリーズ）、2001年12月。ISBN 4-87283-235-3
- 『誰でもわかるキャッシュフロー会計のしくみ』納見哲三 共著、エクスメディア（超図解ビジネスmini）、2005年2月。ISBN 4-87283-427-5
- 『誰でもわかる最新会計基準』納見哲三 共著、エクスメディア（超図解ビジネスmini）、2005年2月。ISBN 4-87283-426-7
- 『経営に活かす財務経理の基礎知識 2週間でマスター 社長ととコンサルタントの対話で分かる』岩田一喜 共著、大蔵財務協会、2005年4月。ISBN 4-7547-1180-7
- 『誰でもわかる会社のしくみ』岩本充史／六川浩明 共著、エクスメディア（超図解ビジネスmini）、2005年11月。ISBN 4-87283-557-3
- 『最新会計用語小事典』酒匂建文／根本俊一／矢野弘樹 共著、エクスメディア（超図解ビジネスmini）、2005年11月。ISBN 4-87283-425-9
- 『わかる！使える！勘定科目事典』矢野弘樹 共著、エクスメディア（超図解ビジネス）、2006年3月。ISBN 4-87283-570-0
- 『誰でもわかる企業会計の基礎基本 会社法対応』矢野弘樹 共著、エクスメディア（超図解ビジネスmini）、2006年11月。ISBN 4-87283-673-1
- 『誰でもわかる最新貸借対照表・損益計算書 会社法対応』根本俊一 共著、エクスメディア（超図解会計mini）、2006年11月。ISBN 4-87283-674-X
- 『いますぐわかる！使える！決算書の読み方』河野研 共著、エクスメディア（超図解会計入門 1）、2006年12月。ISBN 4-87283-705-3
- 『いますぐわかる！使える！決算書の作り方 会社法対応』河野研 共著、エクスメディア（超図解会計入門 2）、2007年2月。ISBN 978-4-87283-728-5
- 『なっとく！社長・経営幹部のお悩み解決!! 会社の「会計・税務」入門塾』岩田一喜／河野研／根本俊一 共著、大蔵財務協会、2006年12月。ISBN 4-7547-1345-1
- 『最新会計実務入門 会社法対応』矢野弘樹／根本俊一 共著、エクスメディア（超図解会計）、2007年2月。ISBN 978-4-87283-727-8
- 『日本版SOX法による内部統制実務入門』根本俊一 共著、エクスメディア（超図解会計）、 2007年3月。ISBN 978-4-87283-741-4
- 『いますぐわかる！使える！はじめての仕訳 会社法対応』矢野弘樹 共著、エクスメディア（超図解会計入門 3）、2007年4月。ISBN 978-4-87283-750-6
- 『いますぐわかる！使える！経営分析入門 会社法対応』嶋津和明／東雅彦 共著、エクスメディア（超図解会計入門 4）、2007年6月。ISBN 978-4-87283-777-3
- 『1冊で全部知りたい人のための決算書ハンドブック』河野研 共著、ソシム、2008年3月。ISBN 978-4-88337-595-0
- 『「会社分割」を考えたときに初めに読む本 強い会社を生み出す！「新しい」手法』納見哲三 共著、すばる舎、2010年1月。ISBN 978-4-88399-878-4
- 『財務諸表 個別・連結財務諸表の基本と分析』矢野浩紀 共著、すばる舎（ここからはじめる図解・会計入門 2）、2010年5月。ISBN 978-4-88399-908-8
- 『1冊で実務に役立つ 勘定科目・仕訳ハンドブック』嶋津和明／東雅彦 共著、ソシム、2009年12月[4]。ISBN 978-4-88337-690-2
- 『図解勘定科目事典 豊富な仕訳事例が理解をサポート!!』東雅彦／嶋津和明 共著、法令出版、2010年4月。ISBN 978-4-938419-23-3
- 『キャッシュ・フロー会計 利益と資金のバランス経営のための会計』矢野弘樹 共著、すばる舎（ここからはじめる図解・会計入門 3）、2010年7月。ISBN 978-4-88399-921-7
- 『管理会計 利益を生み出すマネジメントのための会計』矢野弘樹／家冨義則 共著、すばる舎（ここからはじめる図解・会計入門 6）、2011年1月。ISBN 978-4-88399-983-5
- 『会計処理の基礎と準備 個別会計処理を踏まえた連結会計処理の理解』嶋津和明／樋口洋介 共著、すばる舎（ここからはじめる図解・会計入門 7）、2011年2月。ISBN 978-4-88399-990-3
- 『経営計画と会計 計画の策定から管理・評価まで』嶋津和明／稲葉喜子 共著、すばる舎（ここからはじめる図解・会計入門 8）、2011年3月。ISBN 978-4-88399-991-0
- 『経営計画と会計 会計処理の基礎と準備』嶋津和明／稲葉喜子 共著、すばる舎、2012年12月[要文献特定詳細情報]。
- 『税効果会計 会計上の税引後利益を適正化する技法』稲葉喜子 共著、すばる舎、2012年12月[5]。ISBN 978-4-7991-0206-0

### 翻訳
- 『戦略的情報システムの構築法』マティアス・ジャーク編[6]、渡辺奎吾 共訳、啓学出版、1989年1月。ISBN 4-7665-1005-4
- 『Platoの真実，データウェアハウス，SQL 7.0』Sam Hamdan著、三重野研一 訳、CQ出版社、1999年[7]。
- 「会計制度改革元年」（『新会計基準のハードルをITで越える』所収、リックテレコム、2000年3月。ISBN 4-89797-444-5）